# 琉球銀行若松支店強盗事件
琉球銀行若松支店強盗事件（りゅうきゅうぎんこうわかまつしてんごうとうじけん）とは、1968年7月5日にアメリカ統治下であった沖縄県那覇市の琉球銀行若松支店で発生した銀行強盗事件。

## 事件の概要
1968年7月5日午後3時10分（15時10分）頃、賊2人が乱入し女性行員に発砲して重傷を負わせた。もう1人の賊がカウンターに近づき、現金5万1500ドルを奪って逃走した。琉球警察は直ちに緊急配備を敷いたが、犯人はまんまと逃走した。
事件から1ヶ月が経った頃、「ある暴力団員が不相応の新車を乗り回している」という情報が入り捜査を進めた結果、今回の事件の犯人であることが判明したため、その暴力団員を逮捕した。暴力団員の供述により、残りの犯行グループのメンバーも相次いで逮捕された。

## 犯人
社会に衝撃を与えたのは、犯行グループの主犯格が元検事で当時は現職の弁護士だったことである。この弁護士は普天間派の顧問弁護士であった。弁護士は当時、女性に金をつぎ込んで金銭的に厳しい状態であった。そこに普天間派の幹部らが一緒になって犯行を企てるようになった。
犯行グループは那覇を中心に銀行を物色し、琉球銀行若松支店を襲うことにした。主犯格の弁護士は、犯行時に使う凶器として那覇地方裁判所名護支部の証拠品倉庫から軽機関銃を盗み出そうとしたが失敗し、やむなくナタと拳銃を準備したという。

## 判決
那覇地方裁判所は、主犯格の弁護士に懲役13年、その他のメンバーに懲役6年-12年の判決を下した。また沖縄弁護士会は主犯格の弁護士を除名処分にした。